# Hockey sur glace aux Jeux olympiques d'hiver de 2022 - Qualifications femmes
La qualification pour le tournoi féminin de hockey sur glace des Jeux olympiques d'hiver de 2022 devait être déterminée par le classement IIHF établi à l'issue du championnat du monde féminin 2020. Ce dernier ayant été annulé à cause de la crise sanitaire du Covid19, l'IIHF a décidé de retenir les six nations les mieux classées à l'issue de la saison 2020. La Chine, pays hôte, et les six premiers du classement mondial obtiennent directement une place pour le tournoi. Les autres équipes ont la possibilité de gagner l'une des trois places restantes par l'intermédiaire de tournois qualificatifs. Ces derniers ont lieu du 7 octobre 2021 au 14 novembre 2021.

## Équipes qualifiées
| Mode de sélection            | Dates                            | Lieux                | Nombre de places | Qualifiés                                   |
| ---------------------------- | -------------------------------- | -------------------- | ---------------- | ------------------------------------------- |
| Pays organisateur            | 17 mai 2018                      | Copenhague, Danemark | 1                | Chine                                       |
| Classement mondial IIHF 2020 | 12 décembre 2016 – 10 avril 2020 | -                    | 6                | États-Unis Canada Finlande ROC Suisse Japon |
| Tournois de qualification    | 11 au 14 novembre 2021           | Chomutov, Tchéquie   | 1                | Tchéquie                                    |
| Tournois de qualification    | 11 au 14 novembre 2021           | Füssen, Allemagne    | 1                | Danemark                                    |
| Tournois de qualification    | 11 au 14 novembre 2021           | Luleå, Suède         | 1                | Suède                                       |
| Total                        |                                  |                      | 10               |                                             |

## Mode de qualification
Les 6 premiers au classement mondial sont automatiquement qualifiés pour le tournoi olympique, ainsi que le pays hôte (la Chine). Il reste donc 3 places qui sont attribuées à la suite de plusieurs pré-qualifications et qualifications :
- 4 équipes disputent un premier tour de pré-qualification. Le vainqueur poursuit la compétition.
- 12 équipes (dont le vainqueur du premier tour de pré-qualification), regroupées en 3 poules de 4, disputent le 2e tour de pré-qualification. Les premiers de chaque poule poursuivent la compétition.
- 12 équipes (dont les 3 vainqueurs du 2e tour de pré-qualification), regroupées en 3 poules de 4, disputent le tour de qualification. Les premiers de chaque poule accèdent au tournoi olympique.

| Rang | Pays             | CM 2020 (100%) | CM 2019 (75%) | CM 2018 (50%) | JO 2018 (50%) | CM 2017 (25%) | Points | Progression | Commentaires                                   |
| ---- | ---------------- | -------------- | ------------- | ------------- | ------------- | ------------- | ------ | ----------- | ---------------------------------------------- |
| 1    | États-Unis       | 1 200          | 1 200         | 1 200         | 1 200         | 1 200         | 3 600  | ±0          | Qualifié directement pour le tournoi olympique |
| 2    | Canada           | 1 160          | 1 120         | 1 160         | 1 160         | 1 160         | 3 450  | ±0          | Qualifié directement pour le tournoi olympique |
| 3    | Finlande         | 1 120          | 1 160         | 1 120         | 1 120         | 1 120         | 3 390  | ±0          | Qualifié directement pour le tournoi olympique |
| 4    | Russie           | 1 100          | 1 100         | 1 100         | 1 100         | 1 060         | 3 290  | ±0          | Qualifié directement pour le tournoi olympique |
| 5    | Suisse           | 1 060          | 1 060         | 1 060         | 1 060         | 1 020         | 3 170  | ±0          | Qualifié directement pour le tournoi olympique |
| 6    | Japon            | 1 040          | 1 000         | 1 040         | 1 040         | 960           | 3 070  | ±0          | Qualifié directement pour le tournoi olympique |
| 7    | Tchéquie         | 1 020          | 1 040         | 1 000         | 960           | 1 000         | 3 030  | +1          | Tour de qualification                          |
| 8    | Allemagne        | 1 000          | 1 020         | 980           | 940           | 1 100         | 3 000  | +1          | Tour de qualification                          |
| 9    | Suède            | 920            | 960           | 1 020         | 1 020         | 1 040         | 2 920  | -2          | Tour de qualification                          |
| 10   | France           | 900            | 940           | 940           | 920           | 860           | 2 760  | ±0          | Tour de qualification                          |
| 11   | Danemark         | 960            | 900           | 880           | 880           | 900           | 2 750  | ±0          | Tour de qualification                          |
| 12   | Hongrie          | 940            | 920           | 900           | 820           | 880           | 2 720  | +2          | Tour de qualification                          |
| 13   | Norvège          | 880            | 880           | 880           | 900           | 920           | 2 660  | ±0          | Tour de qualification                          |
| 14   | Autriche         | 860            | 860           | 940           | 860           | 940           | 2 640  | -2          | Tour de qualification                          |
| 15   | Slovaquie        | 840            | 840           | 860           | 800           | 840           | 2 510  | ±0          | Tour de qualification                          |
| 16   | Corée du Sud     | 780            | 780           | 820           | 1 000         | 720           | 2 455  | ±0          | 2e tour de pré-qualification                   |
| 17   | Italie           | 800            | 820           | 840           | 840           | 760           | 2 445  | ±0          | 2e tour de pré-qualification                   |
| 18   | Pays-Bas         | 820            | 800           | 720           | 720           | 700           | 2 315  | +3          | 2e tour de pré-qualification                   |
| 19   | Chine            | 740            | 740           | 760           | 760           | 780           | 2 250  | +1          | Qualifié directement pour le tournoi olympique |
| 20   | Pologne          | 760            | 760           | 740           | 700           | 740           | 2 235  | +2          | 2e tour de pré-qualification                   |
| 21   | Kazakhstan       | 720            | 720           | 780           | 740           | 820           | 2 225  | -2          | 2e tour de pré-qualification                   |
| 22   | Lettonie         | 680            | 700           | 800           | 780           | 800           | 2 195  | -4          |                                                |
| 23   | Grande-Bretagne  | 660            | 660           | 700           | 660           | 680           | 2 005  | -1          | 2e tour de pré-qualification                   |
| 24   | Slovénie         | 700            | 680           | 640           | 620           | 640           | 2 000  | +1          | 2e tour de pré-qualification                   |
| 25   | Espagne          | 640            | 640           | 600           | 680           | 580           | 1 905  | ±0          | 2e tour de pré-qualification                   |
| 26   | Mexique          | 620            | 620           | 620           | 640           | 600           | 1 865  | ±0          | 2e tour de pré-qualification                   |
| 27   | Turquie          | 500            | 500           | 520           | 600           | 520           | 1 565  | ±0          | 2e tour de pré-qualification                   |
| 28   | Corée du Nord    | 600            | 600           | 680           | -             | 660           | 1 555  | ±0          |                                                |
| 29   | Australie        | 580            | 580           | 660           | -             | 620           | 1 480  | ±0          |                                                |
| 30   | Taipei chinois   | 580            | 560           | 580           | -             | 480           | 1 410  | +3          | 2e tour de pré-qualification                   |
| 31   | Islande          | 540            | 520           | 560           | -             | 540           | 1 345  | +1          | 1er tour de pré-qualification                  |
| 32   | Nouvelle-Zélande | 520            | 540           | 540           | -             | 560           | 1 335  | -1          |                                                |
| 33   | Hong Kong        | 340            | 380           | 420           | 580           | 400           | 1 225  | -3          | 1er tour de pré-qualification                  |
| 34   | Roumanie         | 400            | 460           | 500           | -             | 500           | 1 120  | ±0          |                                                |
| 35   | Croatie          | 480            | 480           | 480           | -             | 0             | 1 080  | +1          |                                                |
| 36   | Belgique         | 420            | 420           | 460           | -             | 460           | 1 080  | +1          |                                                |
| 37   | Afrique du Sud   | 440            | 400           | 440           | -             | 440           | 1 070  | -2          |                                                |
| 38   | Bulgarie         | 380            | 360           | 400           | -             | 420           | 955    | ±0          | 1er tour de pré-qualification                  |
| 39   | Ukraine          | 460            | 440           | -             | -             | -             | 790    | ±0          |                                                |
| 40   | Lituanie         | 360            | -             | -             | -             | -             | 360    | Nouv.       | 1er tour de pré-qualification                  |

## Premier tour de pré-qualification - Groupe J
Le groupe J devait avoir lieu du 26 au 29 août 2021 à Reykjavik en Islande après avoir été décalé une première fois depuis le 17-19 décembre 2020. Ce groupe est composé des équipes d'Islande, de Bulgarie, de Lituanie et d'Hong Kong. Le tournoi a finalement été annulé du fait du retrait de la Bulgarie et de problèmes de quarantaine pour les autres pays, alors que l'épidémie se développait en Islande.
En tant qu'équipe la mieux classée, l'Islande se qualifie automatiquement pour le groupe F.

## Deuxième tour de pré-qualification
Onze équipes entrent dans ce second tour de pré-qualification, auquel s'ajoute l'Islande vainqueur du tour précédent. Chaque équipe vainqueur de son groupe continue vers le tournoi de qualification, suivant la place qui correspond à son classement dans ce tour. Ces groupes devaient se jouer du 11 au 14 février 2021 mais ont été reportés.

### Groupe F
Le groupe F a lieu du 7 au 10 octobre 2021 à Nottingham en Grande-Bretagne.
| 07 octobre 2021 | Slovénie | 0-3 (0-0, 0-2, 0-1) | Corée du Sud | Motorpoint Arena 360 spectateurs |

| Feuille de match | Feuille de match | Feuille de match | Feuille de match                                                      | Feuille de match                                                                 |
| ---------------- | ---------------- | ---------------- | --------------------------------------------------------------------- | -------------------------------------------------------------------------------- |
|                  | -                | 0-1 0-2 0-3      | Lee — 34 min Lee (Kang ) — 34 min 55 s Kang (Lee, Park) — 58 min 43 s | Arbitrage : Elise HARBITZ-RASMUSSEN Juges de lignes : Faye Andrews Maren Frohaug |
| Pia Dukaric      | Gardiens         | Inhye Jang       |                                                                       | Arbitrage : Elise HARBITZ-RASMUSSEN Juges de lignes : Faye Andrews Maren Frohaug |
| 8 min            | Pénalités        | 12 min           |                                                                       | Arbitrage : Elise HARBITZ-RASMUSSEN Juges de lignes : Faye Andrews Maren Frohaug |
| 12               | Tirs             | 46               |                                                                       | Arbitrage : Elise HARBITZ-RASMUSSEN Juges de lignes : Faye Andrews Maren Frohaug |

| 07 octobre 2021 | Grande-Bretagne | 5-0 (2-0, 1-0, 2-0) | Islande | Motorpoint Arena 783 spectateurs |

| Feuille de match | Feuille de match | Feuille de match    | Feuille de match | Feuille de match                                                                   |
| ---------------- | --- | ------------------- | ---------------- | ---------------------------------------------------------------------------------- |
|                  | Gale ( Hutchinson ) — 9 min 39 s Hill ( Bloom , Adams) — 12 min 52 s Headland ( Catwright , Gale) — 31 min 47 s Allen ( Marsden ) — 44 min 9 s Traill ( Marsden , Allen) — 56 min 37 s | 1-0 2-0 3-0 4-0 5-0 | -                | Arbitrage : Agnese Karklina Juges de lignes : Loise Lybak Larsen Veronica Lovensno |
| Nicole Jackson   | Gardiens | Birta Helgudottir   |                  | Arbitrage : Agnese Karklina Juges de lignes : Loise Lybak Larsen Veronica Lovensno |
| 4 min            | Pénalités | 8 min               |                  | Arbitrage : Agnese Karklina Juges de lignes : Loise Lybak Larsen Veronica Lovensno |
| 38               | Tirs | 11                  |                  | Arbitrage : Agnese Karklina Juges de lignes : Loise Lybak Larsen Veronica Lovensno |

| 08 octobre 2021 | Corée du Sud | 10-0 (3-0, 3-0, 4-0) | Islande | Motorpoint Arena 480 spectateurs |

| Feuille de match | Feuille de match | Feuille de match                         | Feuille de match | Feuille de match                                                             |
| ---------------- | --- | ---------------------------------------- | ---------------- | ---------------------------------------------------------------------------- |
|                  | Song ( Choi Y. ) — 8 min 44 s Park J. ( Lee ) — 10 min 37 s Lee ( Kang N., Kim S.) — 13 min 12 s Choi S. ( Choi Y. , Song) — 21 min 45 s Park C. ( Kim S. ) — 23 min 31 s Park Y. — 28 min 31 s Choi J. ( Kim H. ) — 46 min 29 s Kim S. ( Kim H. ) — 48 min 11 s Kim H. — 54 min 6 s Choi J. ( Kim S. ) — 54 min 56 s | 1-0 2-0 3-0 4-0 5-0 6-0 7-0 8-0 9-0 10-0 | -                | Arbitrage : Henna Aberg Juges de lignes : Lorna Beresford Loise Lybak Larsen |
| Yejin Lee        | Gardiens | Andrea Bachmann Birta Helgudottir        |                  | Arbitrage : Henna Aberg Juges de lignes : Lorna Beresford Loise Lybak Larsen |
| 6 min            | Pénalités | 12 min                                   |                  | Arbitrage : Henna Aberg Juges de lignes : Lorna Beresford Loise Lybak Larsen |
| 45               | Tirs | 6                                        |                  | Arbitrage : Henna Aberg Juges de lignes : Lorna Beresford Loise Lybak Larsen |

| 08 octobre 2021 | Grande-Bretagne | 1-2 (1-0, 0-2, 0-0) | Slovénie | Motorpoint Arena 1 027 spectateurs |

| Feuille de match | Feuille de match       | Feuille de match | Feuille de match                                                       | Feuille de match                                                                      |
| ---------------- | ---------------------- | ---------------- | ---------------------------------------------------------------------- | ------------------------------------------------------------------------------------- |
|                  | Beal — 19 min 17 s - - | 1-0 1-1 1-2      | - Pren ( Blazinsek , Confidenti) — 29 min 47 s Blazinsek — 31 min 39 s | Arbitrage : Elise Harbitz-Rasmussen Juges de lignes : Maren Frohaug Veronica Lovensno |
| Nicole Jackson   | Gardiens               | Pia Dukaric      |                                                                        | Arbitrage : Elise Harbitz-Rasmussen Juges de lignes : Maren Frohaug Veronica Lovensno |
| 12 min           | Pénalités              | 10 min           |                                                                        | Arbitrage : Elise Harbitz-Rasmussen Juges de lignes : Maren Frohaug Veronica Lovensno |
| 49               | Tirs                   | 22               |                                                                        | Arbitrage : Elise Harbitz-Rasmussen Juges de lignes : Maren Frohaug Veronica Lovensno |

| 10 octobre 2021 | Islande | 2-6 (1-1, 1-2, 0-3) | Slovénie | Motorpoint Arena 624 spectateurs |

| Feuille de match  | Feuille de match                                                                 | Feuille de match                | Feuille de match | Feuille de match                                                           |
| ----------------- | -------------------------------------------------------------------------------- | ------------------------------- | --- | -------------------------------------------------------------------------- |
|                   | Garðarsdóttir (Si. Björgvinsdóttir ) — 1 min 39 s - Garðarsdóttir — 23 min 7 s - | 1-0 1-1 2-1 2-2 2-3 2-4 2-5 2-6 | - Blazinšek (Pren) — 4 min 16 s - Confidenti (Pren ) — 36 min 34 s Pren (Blazinšek) — 39 min 56 s Blazinšek (Lončar) — 40 min 29 s E. Dukarič (Biščak) — 57 min 15 s Pren (Confidenti) — 58 min 53 s | Arbitrage : Agnese Karklina Juges de lignes : Faye Andrews Lorna Beresford |
| Birta Helgudottir | Gardiens                                                                         | Pia Dukaric                     | | Arbitrage : Agnese Karklina Juges de lignes : Faye Andrews Lorna Beresford |
| 8 min             | Pénalités                                                                        | 10 min                          | | Arbitrage : Agnese Karklina Juges de lignes : Faye Andrews Lorna Beresford |
| 27                | Tirs                                                                             | 23                              | | Arbitrage : Agnese Karklina Juges de lignes : Faye Andrews Lorna Beresford |

| 10 octobre 2021 | Corée du Sud | 0-1 (0-0, 0-1, 0-0) | Grande-Bretagne | Motorpoint Arena 1 700 spectateurs |

| Feuille de match | Feuille de match | Feuille de match | Feuille de match           | Feuille de match                                                               |
| ---------------- | ---------------- | ---------------- | -------------------------- | ------------------------------------------------------------------------------ |
|                  | -                | 0-1              | Adams ( Marsden ) — 39 min | Arbitrage : Henna Aberg Juges de lignes : Loise Lybak Larsen Veronica Lovensno |
| Inhye Jang       | Gardiens         | Nicole Jackson   |                            | Arbitrage : Henna Aberg Juges de lignes : Loise Lybak Larsen Veronica Lovensno |
| 10 min           | Pénalités        | 8 min            |                            | Arbitrage : Henna Aberg Juges de lignes : Loise Lybak Larsen Veronica Lovensno |
| 25               | Tirs             | 23               |                            | Arbitrage : Henna Aberg Juges de lignes : Loise Lybak Larsen Veronica Lovensno |

| Clt   | Équipe          | PJ | V | VP | D | DP | BP | BC | Diff | Pts |
| ----- | --------------- | -- | - | -- | - | -- | -- | -- | ---- | --- |
| +001, | Corée du Sud    | 3  | 2 | 0  | 1 | 0  | 13 | 1  | +12  | 6   |
| +002, | Grande-Bretagne | 3  | 2 | 0  | 1 | 0  | 7  | 2  | +5   | 6   |
| +003, | Slovénie        | 3  | 2 | 0  | 1 | 0  | 8  | 6  | +2   | 6   |
| +004, | Islande         | 3  | 0 | 0  | 3 | 0  | 2  | 21 | -19  | 0   |

- Qualifié pour le tour de qualification

### Groupe G
Le groupe G a lieu du 7 au 10 octobre 2021 à Torre Pellice en Italie.
| 07 octobre 2021 | Kazakhstan | 7-1 (2-0, 4-1, 1-0) | Taipei Chinois | Olympic Ice Palace 100 spectateurs |

| Feuille de match | Feuille de match | Feuille de match                | Feuille de match                | Feuille de match                                                            |
| ---------------- | --- | ------------------------------- | ------------------------------- | --------------------------------------------------------------------------- |
|                  | Koroleva ( Sviridova ) — 11 min 40 s Berndsen — 16 min 39 s Broad — 21 min 2 s - Filimonova ( Sviridova , Koroleva) — 33 min 36 s Broad ( Senger ) — 38 min 15 s Berndsen ( McLean , Rioux) — 39 min 27 s Rioux — 47 min 29 s | 1-0 2-0 3-0 3-1 4-1 5-1 6-1 7-1 | - Pan ( Yeh ) — 30 min 42 s - - | Arbitrage : Marie Picavet Juges de lignes : Ines Confidenti Danielle Rostan |
| Darya Dmitrieva  | Gardiens | Tzu-Ting Hsu                    |                                 | Arbitrage : Marie Picavet Juges de lignes : Ines Confidenti Danielle Rostan |
| 4 min            | Pénalités | 6 min                           |                                 | Arbitrage : Marie Picavet Juges de lignes : Ines Confidenti Danielle Rostan |
| 59               | Tirs | 16                              |                                 | Arbitrage : Marie Picavet Juges de lignes : Ines Confidenti Danielle Rostan |

| 07 octobre 2021 | Espagne | 1-4 (0-3, 1-0, 0-1) | Italie | Olympic Ice Palace 300 spectateurs |

| Feuille de match | Feuille de match                          | Feuille de match    | Feuille de match | Feuille de match                                                       |
| ---------------- | ----------------------------------------- | ------------------- | --- | ---------------------------------------------------------------------- |
|                  | - Fernandez de Romarategui — 21 min 3 s - | 0-1 0-2 0-3 1-3 1-4 | Caumo ( Roccella ) — 1 min 35 s Abatangelo ( Caumo ) — 10 min 3 s Furlani ( Mattivi ) — 17 min 10 s - Mazzocchi ( Abatangelo ) — 57 min 1 s | Arbitrage : Ulrike Winklmayr Juges de lignes : Jamie Monard Katja Mrak |
| Alba Gonzalo     | Gardiens                                  | Elisa Biondi        | | Arbitrage : Ulrike Winklmayr Juges de lignes : Jamie Monard Katja Mrak |
| 20 min           | Pénalités                                 | 12 min              | | Arbitrage : Ulrike Winklmayr Juges de lignes : Jamie Monard Katja Mrak |
| 16               | Tirs                                      | 46                  | | Arbitrage : Ulrike Winklmayr Juges de lignes : Jamie Monard Katja Mrak |

| 09 octobre 2021 | Kazakhstan | 2-3 (0-0, 1-2, 1-0, 0-1) | Espagne | Olympic Ice Palace 150 spectateurs |

| Feuille de match                 | Feuille de match                                                            | Feuille de match    | Feuille de match                                                                                      | Feuille de match                                                            |
| -------------------------------- | --------------------------------------------------------------------------- | ------------------- | --- | --------------------------------------------------------------------------- |
|                                  | Rioux ( Konysheva ) — 26 min 35 s - McLean ( Sayakhatkyzy ) — 51 min 27 s - | 1-0 1-1 1-2 2-2 2-3 | - Munoz (Fernandez de Romarategui ) — 26 min 49 s Alvarez (Munoz ) — 37 min 14 s - Scilipoti — 65 min | Arbitrage : Ulrike Winklmayr Juges de lignes : Jamie Monard Danielle Rostan |
| Arina Shyokolova Darya Dmitrieva | Gardiens                                                                    | Alba Gonzalo        | | Arbitrage : Ulrike Winklmayr Juges de lignes : Jamie Monard Danielle Rostan |
| 16 min                           | Pénalités                                                                   | 8 min               | | Arbitrage : Ulrike Winklmayr Juges de lignes : Jamie Monard Danielle Rostan |
| 38                               | Tirs                                                                        | 14                  | | Arbitrage : Ulrike Winklmayr Juges de lignes : Jamie Monard Danielle Rostan |

| 09 octobre 2021 | Italie | 7-0 (1-0, 2-0, 4-0) | Taipei Chinois | Olympic Ice Palace 200 spectateurs |

| Feuille de match             | Feuille de match | Feuille de match            | Feuille de match | Feuille de match                                                         |
| ---------------------------- | --- | --------------------------- | ---------------- | ------------------------------------------------------------------------ |
|                              | Caumo ( Roccella) — 15 min 40 s Stocker (Furlani ) — 28 min 32 s Caumo (Laubis ) — 31 min 12 s Furlani ( Gius) — 43 min 26 s Caumo ( Kaneppele ) — 48 min 34 s Mazzocchi ( Saletta ) — 51 min 45 s Gius — 55 min 3 s | 1-0 2-0 3-0 4-0 5-0 6-0 7-0 | -                | Arbitrage : Melissa Boverio Juges de lignes : Alexia Cheyroux Katja Mrak |
| Martina Fedel Ilaria Girardi | Gardiens | Tzu-Ting Hsu Yun-Tzu Wang   |                  | Arbitrage : Melissa Boverio Juges de lignes : Alexia Cheyroux Katja Mrak |
| 2 min                        | Pénalités | 10 min                      |                  | Arbitrage : Melissa Boverio Juges de lignes : Alexia Cheyroux Katja Mrak |
| 48                           | Tirs | 6                           |                  | Arbitrage : Melissa Boverio Juges de lignes : Alexia Cheyroux Katja Mrak |

| 10 octobre 2021 | Taipei Chinois | 0-4 (0-0, 0-3, 0-1) | Espagne | Olympic Ice Palace 100 spectateurs |

| Feuille de match          | Feuille de match | Feuille de match | Feuille de match                                                                                                  | Feuille de match                                                         |
| ------------------------- | ---------------- | ---------------- | --- | ------------------------------------------------------------------------ |
|                           | -                | 0-1 0-2 0-3 0-4  | Aizpurua — 33 min 43 s Fernández de Romartagui (Serna) — 38 min 32 s Scilipoti — 39 min 47 s Moreno — 43 min 39 s | Arbitrage : Melissa Boverio Juges de lignes : Katja Mrak Danielle Rostan |
| Tzu-Ting Hsu Yun-Tzu Wang | Gardiens         | Carolina Moreno  | | Arbitrage : Melissa Boverio Juges de lignes : Katja Mrak Danielle Rostan |
| 6 min                     | Pénalités        | 4 min            | | Arbitrage : Melissa Boverio Juges de lignes : Katja Mrak Danielle Rostan |
| 16                        | Tirs             | 44               | | Arbitrage : Melissa Boverio Juges de lignes : Katja Mrak Danielle Rostan |

| 10 octobre 2021 | Italie | 2-1 (1-0, 0-0, 0-2) | Kazakhstan | Olympic Ice Palace 300 spectateurs |

| Feuille de match | Feuille de match                                          | Feuille de match | Feuille de match                 | Feuille de match                                                            |
| ---------------- | --------------------------------------------------------- | ---------------- | -------------------------------- | --------------------------------------------------------------------------- |
|                  | - Stocker (Mattivi ) — 42 min 27 s Caumo (Campo) — 50 min | 0-1 1-1 2-1      | Sviridova (Broad) — 3 min 45 s - | Arbitrage : Marie Picavet Juges de lignes : Alexia Cheyroux Ines Confidenti |
| Martina Fedel    | Gardiens                                                  | Darya Dmitrieva  |                                  | Arbitrage : Marie Picavet Juges de lignes : Alexia Cheyroux Ines Confidenti |
| 10 min           | Pénalités                                                 | 12 min           |                                  | Arbitrage : Marie Picavet Juges de lignes : Alexia Cheyroux Ines Confidenti |
| 31               | Tirs                                                      | 15               |                                  | Arbitrage : Marie Picavet Juges de lignes : Alexia Cheyroux Ines Confidenti |

| Clt   | Équipe         | PJ | V | VP | D | DP | BP | BC | Diff | Pts |
| ----- | -------------- | -- | - | -- | - | -- | -- | -- | ---- | --- |
| +001, | Italie         | 3  | 3 | 0  | 0 | 0  | 13 | 2  | +11  | 9   |
| +002, | Espagne        | 3  | 1 | 1  | 1 | 0  | 8  | 6  | +2   | 5   |
| +003, | Kazakhstan     | 3  | 1 | 0  | 1 | 1  | 10 | 6  | +4   | 4   |
| +004, | Taipei chinois | 3  | 0 | 0  | 3 | 0  | 1  | 18 | -17  | 0   |

- Qualifié pour le tour de qualification

### Groupe H
Le groupe H a lieu du 7 au 10 octobre 2021 à Bytom en Pologne.
| 07 octobre 2021 | Pologne | 12-0 (5-0, 5-0, 2-0) | Turquie | Arena Pulaskiego 250 spectateurs |

| Feuille de match | Feuille de match | Feuille de match                                   | Feuille de match | Feuille de match                                                                                  |
| ---------------- | --- | -------------------------------------------------- | ---------------- | ------------------------------------------------------------------------------------------------- |
|                  | Zielinska ( Sikorska) — 1 min 4 s Talanda ( Orawska ) — 4 min 23 s Sikorska ( Wieczorek , Tomczok) — 9 min 33 s Czarnecka ( Lapies ) — 11 min 45 s Wieczorek (Sikorska) — 11 min 59 s Pozniewska ( Laskawska) — 24 min 56 s Sikorska (Zielinska) — 30 min 34 s Pozniewska (Czarnecka) — 33 min Pozniewska — 35 min 32 s Dziwok ( Wcislo , Lapinska) — 37 min 28 s Sikorska (Wieczorek) — 54 min 30 s Tomczok (Sikorska) — 58 min 17 s | 1-0 2-0 3-0 4-0 5-0 6-0 7-0 8-0 9-0 10-0 11-0 12-0 | -                | Arbitrage : Nikoleta Celarova Juges de lignes : Claudia de la Pompa Carrera Viktoria Kozhevnikova |
| Agata Kosinska   | Gardiens | Merve Karatas                                      |                  | Arbitrage : Nikoleta Celarova Juges de lignes : Claudia de la Pompa Carrera Viktoria Kozhevnikova |
| 2 min            | Pénalités | 6 min                                              |                  | Arbitrage : Nikoleta Celarova Juges de lignes : Claudia de la Pompa Carrera Viktoria Kozhevnikova |
| 57               | Tirs | 1                                                  |                  | Arbitrage : Nikoleta Celarova Juges de lignes : Claudia de la Pompa Carrera Viktoria Kozhevnikova |

| 07 octobre 2021 | Pays-bas | 7-1 (1-0, 2-1, 4-0) | Mexique | Arena Pulaskiego 50 spectateurs |

| Feuille de match | Feuille de match | Feuille de match                | Feuille de match                    | Feuille de match                                                            |
| ---------------- | --- | ------------------------------- | ----------------------------------- | --------------------------------------------------------------------------- |
|                  | Hamers (Schollaardt ) — 12 min 30 s Zwarthoed (Hamers ) — 22 min 56 s Even ( Zwarthoed , Hamers) — 29 min 56 s - Collard (Even ) — 44 min 22 s Van Nes (Dijkema ) — 47 min 55 s Noe (Dijkema, De Jong) — 56 min 48 s Zwarthoed — 57 min 33 s | 1-0 2-0 3-0 3-1 4-1 5-1 6-1 7-1 | - Rojas (González ) — 39 min 59 s - | Arbitrage : Radka Ruzickova Juges de lignes : Natalia Suchanek Monika Szpyt |
| Nadia Zijlstra   | Gardiens | Mónica Renteria                 |                                     | Arbitrage : Radka Ruzickova Juges de lignes : Natalia Suchanek Monika Szpyt |
| 6 min            | Pénalités | 14 min                          |                                     | Arbitrage : Radka Ruzickova Juges de lignes : Natalia Suchanek Monika Szpyt |
| 47               | Tirs | 6                               |                                     | Arbitrage : Radka Ruzickova Juges de lignes : Natalia Suchanek Monika Szpyt |

| 08 octobre 2021 | Turquie | 0-23 (0-8, 0-6, 0-9) | Pays-bas | Arena Pulaskiego 50 spectateurs |

| Feuille de match | Feuille de match | Feuille de match | Feuille de match | Feuille de match                                           |
| ---------------- | ---------------- | ---------------- | ---------------- | ---------------------------------------------------------- |
|                  |                  |                  |                  | Juges de lignes : Claudia de la Pompa Carrera Monika Szpyt |
| Azra Sert        | Gardiens         | Eline Gabriele   |                  |                                                            |
| 6 min            | Pénalités        | 4 min            |                  |                                                            |
| 2                | Tirs             | 78               |                  |                                                            |

| 08 octobre 2021 | Pologne | 8-1 (5-0, 1-1, 2-0) | Mexique | Arena Pulaskiego 250 spectateurs |

| Feuille de match | Feuille de match | Feuille de match                    | Feuille de match                    | Feuille de match                                                               |
| ---------------- | --- | ----------------------------------- | ----------------------------------- | ------------------------------------------------------------------------------ |
|                  | Strzelecka (Talanda) — 3 min 51 s Sikorska (Wieczorek, Tomczok) — 5 min 51 s Wieczorek (Zielińska, Gogoc) — 7 min 18 s Czarnecka (Sfora, Strzelecka) — 8 min 21 s Chrapek (Strzelecka, Czarnecka) — 15 min 56 s Łąpieś (Talanda) — 37 min 48 s - Wieczorek (Tomczok) — 44 min 58 s Chrapek (Łaskawska, Sfora) — 51 min 22 s | 1-0 2-0 3-0 4-0 5-0 6-0 6-1 7-1 8-1 | - Téllez (G. Rojas) — 39 min 26 s - | Arbitrage : Radka Ruzickova Juges de lignes : Anja Klemm Viktoria Kozhevnikova |
| Martyna Sass     | Gardiens | Monica Renteria                     |                                     | Arbitrage : Radka Ruzickova Juges de lignes : Anja Klemm Viktoria Kozhevnikova |
| 6 min            | Pénalités | 12 min                              |                                     | Arbitrage : Radka Ruzickova Juges de lignes : Anja Klemm Viktoria Kozhevnikova |
| 64               | Tirs | 3                                   |                                     | Arbitrage : Radka Ruzickova Juges de lignes : Anja Klemm Viktoria Kozhevnikova |

| 10 octobre 2021 | Pays-bas | 2-3 (0-0, 1-0, 1-3) | Pologne | Arena Pulaskiego 300 spectateurs |

| Feuille de match | Feuille de match                                                  | Feuille de match    | Feuille de match | Feuille de match                                                                       |
| ---------------- | ----------------------------------------------------------------- | ------------------- | --- | -------------------------------------------------------------------------------------- |
|                  | Schollaardt (Barbier) — 24 min 21 s Noe (De Jong ) — 50 min 2 s - | 1-0 2-0 2-1 2-2 2-3 | - Późniewska (Wieczorek, Sikorska) — 52 min 47 s Sikorska (Późniewska) — 54 min 14 s Chrapek (Czarnecka) — 54 min 32 s | Arbitrage : Nikoleta Celarova Juges de lignes : Claudia de la Pompa Carrera Anja Klemm |
| Eline Gabriele   | Gardiens                                                          | Martyna Sass        | | Arbitrage : Nikoleta Celarova Juges de lignes : Claudia de la Pompa Carrera Anja Klemm |
| 18 min           | Pénalités                                                         | 12 min              | | Arbitrage : Nikoleta Celarova Juges de lignes : Claudia de la Pompa Carrera Anja Klemm |
| 22               | Tirs                                                              | 25                  | | Arbitrage : Nikoleta Celarova Juges de lignes : Claudia de la Pompa Carrera Anja Klemm |

| 10 octobre 2021 | Mexique | 6-1 (1-0, 0-1, 5-0) | Turquie | Arena Pulaskiego 50 spectateurs |

| Feuille de match | Feuille de match | Feuille de match            | Feuille de match                        | Feuille de match                                                               |
| ---------------- | --- | --------------------------- | --------------------------------------- | ------------------------------------------------------------------------------ |
|                  | Chávez (Amaya ) — 1 min 17 s - Chávez — 41 min 39 s Chávez (Escobedo) — 45 min 25 s Téllez (J. Rojas ) — 46 min 24 s Téllez (Chávez) — 51 min 14 s J. Rojas (G. Rojas, Ayala) — 59 min 19 s | 1-0 1-1 2-1 3-1 4-1 5-1 6-1 | - Koçak (Tüzgen Dağlı ) — 33 min 26 s - | Arbitrage : Svenja Strohmenger Juges de lignes : Natalia Suchanek Monika Szpyt |
| Monica Renteria  | Gardiens | Merve Karatas Azra Sert     |                                         | Arbitrage : Svenja Strohmenger Juges de lignes : Natalia Suchanek Monika Szpyt |
| 4 min            | Pénalités | 6 min                       |                                         | Arbitrage : Svenja Strohmenger Juges de lignes : Natalia Suchanek Monika Szpyt |
| 49               | Tirs | 5                           |                                         | Arbitrage : Svenja Strohmenger Juges de lignes : Natalia Suchanek Monika Szpyt |

| Clt   | Équipe   | PJ | V | VP | D | DP | BP | BC | Diff | Pts |
| ----- | -------- | -- | - | -- | - | -- | -- | -- | ---- | --- |
| +001, | Pologne  | 3  | 3 | 0  | 0 | 0  | 23 | 3  | +20  | 9   |
| +002, | Pays-Bas | 3  | 2 | 0  | 1 | 0  | 32 | 4  | +28  | 6   |
| +003, | Mexique  | 3  | 1 | 0  | 2 | 0  | 8  | 16 | -8   | 3   |
| +004, | Turquie  | 3  | 0 | 0  | 3 | 0  | 1  | 41 | -40  | 0   |

- Qualifié pour le tour de qualification

## Tour de qualification
Neuf équipes entrent dans ce tour de qualification, auquel s'ajoute trois équipes issues du tour précédent. Le premier de chaque groupe sera qualifié pour les Jeux olympiques dans le groupe B, selon la place qui correspond à son classement dans ce tour.

### Groupe C
Le groupe C a lieu du 11 au 14 novembre 2021 à Chomutov en Tchéquie.
| 11 novembre 2021 | Hongrie | 11-1 (3-1, 4-0, 4-0) | Pologne | Rocknet Arena 110 spectateurs |

| Feuille de match | Feuille de match | Feuille de match                                  | Feuille de match | Feuille de match                                                                         |
| ---------------- | ---------------- | ------------------------------------------------- | ---------------- | ---------------------------------------------------------------------------------------- |
|                  | -                | 0–1 1–1 2–1 3–1 4–1 5–1 6–1 7–1 8–1 9–1 10–1 11–1 | -                | Arbitrage : Daria Ermak et Kaisa Ketonen Juges de lignes : Polina Danilova Linnea Sainio |
| Anikó Németh     | Gardiens         | Martyna Sass                                      |                  | Arbitrage : Daria Ermak et Kaisa Ketonen Juges de lignes : Polina Danilova Linnea Sainio |
| 14 min           | Pénalités        | 16 min                                            |                  | Arbitrage : Daria Ermak et Kaisa Ketonen Juges de lignes : Polina Danilova Linnea Sainio |
| 53               | Tirs             | 21                                                |                  | Arbitrage : Daria Ermak et Kaisa Ketonen Juges de lignes : Polina Danilova Linnea Sainio |

| 11 novembre 2021 | Tchéquie | 3-1 (2-1, 0-0, 1-0) | Norvège | Rocknet Arena 753 spectateurs |

| Feuille de match | Feuille de match                                                                                                | Feuille de match | Feuille de match                                 | Feuille de match                                                                      |
| ---------------- | --- | ---------------- | ------------------------------------------------ | ------------------------------------------------------------------------------------- |
|                  | Mills (Horálková, Křížová) — 10 min 59 s - Pejšová (Neubauerová) — 16 min 35 s Lédlová (Pejšová ) — 42 min 21 s | 1-0 1-1 2-1 3-1  | - Morset (Haug Hansen, Bialik) — 16 min 16 s - - | Arbitrage : Elena Ivanova et Chelsea Rapin Juges de lignes : Alex Blair Diana Mokhova |
| Klára Peslarová  | Gardiens | Ena Nystrøm      |                                                  | Arbitrage : Elena Ivanova et Chelsea Rapin Juges de lignes : Alex Blair Diana Mokhova |
| 4 min            | Pénalités | 6 min            |                                                  | Arbitrage : Elena Ivanova et Chelsea Rapin Juges de lignes : Alex Blair Diana Mokhova |
| 43               | Tirs | 7                |                                                  | Arbitrage : Elena Ivanova et Chelsea Rapin Juges de lignes : Alex Blair Diana Mokhova |

| 13 novembre 2021 | Pologne | 0-16 (0-5, 0-7, 0-4) | Tchéquie | Rocknet Arena 1 139 spectateurs |

| Feuille de match            | Feuille de match | Feuille de match                                                       | Feuille de match | Feuille de match                                                                       |
| --------------------------- | ---------------- | ---------------------------------------------------------------------- | ---------------- | -------------------------------------------------------------------------------------- |
|                             | - - - -          | 0–1 0–2 0–3 0–4 0–5 0–6 0–7 0–8 0–9 0–10 0–11 0–12 0–13 0–14 0–15 0–16 |                  | Arbitrage : Daria Ermak et Elena Ivanova Juges de lignes : Diana Mokhova Linnea Sainio |
| Agata Kosińska Martyna Sass | Gardiens         | Viktorie Švejdová                                                      |                  | Arbitrage : Daria Ermak et Elena Ivanova Juges de lignes : Diana Mokhova Linnea Sainio |
| 14 min                      | Pénalités        | 4 min                                                                  |                  | Arbitrage : Daria Ermak et Elena Ivanova Juges de lignes : Diana Mokhova Linnea Sainio |
| 3                           | Tirs             | 57                                                                     |                  | Arbitrage : Daria Ermak et Elena Ivanova Juges de lignes : Diana Mokhova Linnea Sainio |

| 13 novembre 2021 | Hongrie | 5-3 (0-0, 2-3, 3-0) | Norvège | Rocknet Arena 250 spectateurs |

| Feuille de match | Feuille de match | Feuille de match                | Feuille de match | Feuille de match                                                                               |
| ---------------- | --- | ------------------------------- | ---------------- | ---------------------------------------------------------------------------------------------- |
|                  | Metzler (Horváth) — 22 min 5 s - - Gasparics (Jókai Szilágyi, Williams) — 35 min 17 s Jókai Szilágyi (Williams) — 49 min 43 s (SN) | 1–0 1–1 1–2 1–3 2–3 3–3 4–3 5–3 | - -              | Arbitrage : Kaisa Ketonen et Lacey Senuk Juges de lignes : Polina Danilova Jacqueline Spresser |
| Anikó Németh     | Gardiens | Ena Nystrøm                     |                  | Arbitrage : Kaisa Ketonen et Lacey Senuk Juges de lignes : Polina Danilova Jacqueline Spresser |
| 10 min           | Pénalités | 10 min                          |                  | Arbitrage : Kaisa Ketonen et Lacey Senuk Juges de lignes : Polina Danilova Jacqueline Spresser |
| 38               | Tirs | 21                              |                  | Arbitrage : Kaisa Ketonen et Lacey Senuk Juges de lignes : Polina Danilova Jacqueline Spresser |

| 14 novembre 2021 | Tchéquie | 5-1 (3-0, 1-0, 1-1) | Hongrie | Rocknet Arena 1 853 spectateurs |

| Feuille de match | Feuille de match | Feuille de match        | Feuille de match                               | Feuille de match                                                                          |
| ---------------- | ---------------- | ----------------------- | ---------------------------------------------- | ----------------------------------------------------------------------------------------- |
|                  | -                | 1–0 2–0 3–0 4–0 5–0 5–1 | - - Huszák (Gasparics, Szilágyi) — 57 min 59 s | Arbitrage : Chelsea Rapin et Lacey Senuk Juges de lignes : Alex Blair Jacqueline Spresser |
| Klára Peslarová  | Gardiens         | Anikó Németh            |                                                | Arbitrage : Chelsea Rapin et Lacey Senuk Juges de lignes : Alex Blair Jacqueline Spresser |
| 8 min            | Pénalités        | 14 min                  |                                                | Arbitrage : Chelsea Rapin et Lacey Senuk Juges de lignes : Alex Blair Jacqueline Spresser |
| 32               | Tirs             | 15                      |                                                | Arbitrage : Chelsea Rapin et Lacey Senuk Juges de lignes : Alex Blair Jacqueline Spresser |

| 14 novembre 2021 | Norvège | 7-1 (2-0, 2-1, 3-0) | Pologne | Rocknet Arena 110 spectateurs |

| Feuille de match       | Feuille de match | Feuille de match                | Feuille de match | Feuille de match                                                                         |
| ---------------------- | ---------------- | ------------------------------- | ---------------- | ---------------------------------------------------------------------------------------- |
|                        | -                | 1-0 2-0 3-0 4-0 4-1 5-1 6-1 7-1 | - - - - -        | Arbitrage : Daria Ermak et Kaisa Ketonen Juges de lignes : Polina Danilova Linnea Sainio |
| Linnea Holterud Olsson | Gardiens         | Agata Kosinska Martyna Sass     |                  | Arbitrage : Daria Ermak et Kaisa Ketonen Juges de lignes : Polina Danilova Linnea Sainio |
| 17 min                 | Pénalités        | 2 min                           |                  | Arbitrage : Daria Ermak et Kaisa Ketonen Juges de lignes : Polina Danilova Linnea Sainio |
| 40                     | Tirs             | 16                              |                  | Arbitrage : Daria Ermak et Kaisa Ketonen Juges de lignes : Polina Danilova Linnea Sainio |

| Clt   | Équipe   | PJ | V | VP | D | DP | BP | BC | Diff | Pts |
| ----- | -------- | -- | - | -- | - | -- | -- | -- | ---- | --- |
| +001, | Tchéquie | 3  | 3 | 0  | 0 | 0  | 24 | 2  | +22  | 9   |
| +002, | Hongrie  | 3  | 2 | 0  | 1 | 0  | 17 | 9  | +8   | 6   |
| +003, | Norvège  | 3  | 1 | 0  | 2 | 0  | 11 | 9  | +2   | 3   |
| +004, | Pologne  | 3  | 0 | 0  | 3 | 0  | 2  | 34 | -32  | 0   |

- Qualifié pour le tour de qualification

### Groupe D
Le groupe D a lieu du 11 au 14 novembre 2021 à Füssen en Allemagne.
| 11 novembre 2021 | Allemagne | 0-3 (0-1, 0-1, 0-1) | Autriche | Arena Füssen 386 spectateurs |

| Feuille de match  | Feuille de match | Feuille de match | Feuille de match                                                                              | Feuille de match                                                                          |
| ----------------- | ---------------- | ---------------- | --------------------------------------------------------------------------------------------- | ----------------------------------------------------------------------------------------- |
|                   | -                | 0-1 0-2 0-3      | Schafzahl (Meixner) — 18 min 35 s Weber (Trummer) — 34 min 38 s Weber (Trummer) — 54 min 55 s | Arbitrage : Nikoleta Celarova et Anna Wiegand Juges de lignes : Kristin Moore Sara Strong |
| Sandra Abstreiter | Gardiens         | Selma Luggin     |                                                                                               | Arbitrage : Nikoleta Celarova et Anna Wiegand Juges de lignes : Kristin Moore Sara Strong |
| 4 min             | Pénalités        | 16 min           |                                                                                               | Arbitrage : Nikoleta Celarova et Anna Wiegand Juges de lignes : Kristin Moore Sara Strong |
| 20                | Tirs             | 23               |                                                                                               | Arbitrage : Nikoleta Celarova et Anna Wiegand Juges de lignes : Kristin Moore Sara Strong |

| 11 novembre 2021 | Danemark | 4-0 (1-0, 2-0, 1-0) | Italie | Arena Füssen 78 spectateurs |

| Feuille de match         | Feuille de match | Feuille de match | Feuille de match | Feuille de match                                                                        |
| ------------------------ | --- | ---------------- | ---------------- | --------------------------------------------------------------------------------------- |
|                          | Jakobsen (Brix) — 17 min 43 s Jakobsen (Persson, Weis) — 36 min 19 s Persson (Jensen, Brix) — 39 min 2 s Weis (Persson, Jakobsen) — 46 min 47 s | 1-0 2-0 3-0 4-0  | -                | Arbitrage : Tijana Haack et Elizabeth Mantha Juges de lignes : Lisa Linnek Justine Todd |
| Cassandra Repstock-Romme | Gardiens | Martina Fedel    |                  | Arbitrage : Tijana Haack et Elizabeth Mantha Juges de lignes : Lisa Linnek Justine Todd |
| 6 min                    | Pénalités | 10 min           |                  | Arbitrage : Tijana Haack et Elizabeth Mantha Juges de lignes : Lisa Linnek Justine Todd |
| 36                       | Tirs | 19               |                  | Arbitrage : Tijana Haack et Elizabeth Mantha Juges de lignes : Lisa Linnek Justine Todd |

| 13 novembre 2021 | Italie | 1-4 (0-1, 1-1, 0-2) | Allemagne | Arena Füssen 452 spectateurs |

| Feuille de match | Feuille de match                   | Feuille de match    | Feuille de match | Feuille de match                                                                                 |
| ---------------- | ---------------------------------- | ------------------- | --- | ------------------------------------------------------------------------------------------------ |
|                  | - Furlani (Mattivi) — 24 min 4 s - | 0-1 1-1 1-2 1-3 1-4 | Eisenschmid (Delarbre, Welcke) — 3 min 5 s - Welcke (Zorn) — 29 min 30 s Delarbre (Eisenschmid, Welcke) — 47 min 16 s Jobst-Smith — 51 min 46 s | Arbitrage : Nikoleta Celarova et Elizabeth Mantha Juges de lignes : Julia Kainberger Sara Strong |
| Elisa Biondi     | Gardiens                           | Franziska Albl      | | Arbitrage : Nikoleta Celarova et Elizabeth Mantha Juges de lignes : Julia Kainberger Sara Strong |
| 16 min           | Pénalités                          | 12 min              | | Arbitrage : Nikoleta Celarova et Elizabeth Mantha Juges de lignes : Julia Kainberger Sara Strong |
| 11               | Tirs                               | 39                  | | Arbitrage : Nikoleta Celarova et Elizabeth Mantha Juges de lignes : Julia Kainberger Sara Strong |

| 13 novembre 2021 | Danemark | 1-0 (0-0, 1-0, 0-0) | Autriche | Arena Füssen 207 spectateurs |

| Feuille de match         | Feuille de match                     | Feuille de match | Feuille de match | Feuille de match                                                                        |
| ------------------------ | ------------------------------------ | ---------------- | ---------------- | --------------------------------------------------------------------------------------- |
|                          | Peters (Glud, Asperup) — 37 min 37 s | 1-0              | -                | Arbitrage : Tijana Haack et Cianna Lieffers Juges de lignes : Lisa Linnek Kristin Moore |
| Cassandra Repstock-Romme | Gardiens                             | Selma Luggin     |                  | Arbitrage : Tijana Haack et Cianna Lieffers Juges de lignes : Lisa Linnek Kristin Moore |
| 4 min                    | Pénalités                            | 10 min           |                  | Arbitrage : Tijana Haack et Cianna Lieffers Juges de lignes : Lisa Linnek Kristin Moore |
| 24                       | Tirs                                 | 11               |                  | Arbitrage : Tijana Haack et Cianna Lieffers Juges de lignes : Lisa Linnek Kristin Moore |

| 14 novembre 2021 | Allemagne | 3-2 (TB) (0-0, 2-1, 0-1, 0-0, 1-0) | Danemark | Arena Füssen 565 spectateurs |

| Feuille de match | Feuille de match                                                                                   | Feuille de match         | Feuille de match                                                                   | Feuille de match                                                                             |
| ---------------- | -------------------------------------------------------------------------------------------------- | ------------------------ | ---------------------------------------------------------------------------------- | -------------------------------------------------------------------------------------------- |
|                  | T. Eisenschmid (Zorn, Jobst-Smith) — 30 min 24 s Welcke (Karpf, Weidenfelder) — 34 min 15 s (SN) - | 1-0 2-0 2-1 2-2          | - - Frandsen (Jakobsen, Weis) — 39 min 18 s Glud (Frandsen, Asperup) — 47 min 58 s | Arbitrage : Cianna Lieffers et Anna Wiegand Juges de lignes : Julia Kainberger Kristin Moore |
| Franziska Albl   | Gardiens                                                                                           | Cassandra Repstock-Romme |                                                                                    | Arbitrage : Cianna Lieffers et Anna Wiegand Juges de lignes : Julia Kainberger Kristin Moore |
| 4 min            | Pénalités                                                                                          | 10 min                   |                                                                                    | Arbitrage : Cianna Lieffers et Anna Wiegand Juges de lignes : Julia Kainberger Kristin Moore |
| 21               | Tirs                                                                                               | 21                       |                                                                                    | Arbitrage : Cianna Lieffers et Anna Wiegand Juges de lignes : Julia Kainberger Kristin Moore |

| 14 novembre 2021 | Autriche | 6-1 (2-1, 1-0, 3-0) | Italie | Arena Füssen 89 spectateurs |

| Feuille de match | Feuille de match | Feuille de match            | Feuille de match                             | Feuille de match                                                                         |
| ---------------- | --- | --------------------------- | -------------------------------------------- | ---------------------------------------------------------------------------------------- |
|                  | - Meixner (Fazokas) — 12 min 38 s Weber (Trummer) — 16 min 28 s Fazokas (Schafzahl, Matzka) — 34 min 48 s Matzka (Hofbauer) — 51 min 34 s (SN) Matzka (Trummer) — 57 min 7 s Trummer (Weber) — 59 min 45 s | 0–1 1–1 2–1 3–1 4–1 5–1 6–1 | Furlani (Campo Bagatin, Gius) — 3 min 35 s - | Arbitrage : Nikoleta Celarova et Tijana Haack Juges de lignes : Lisa Linnek Justine Todd |
| Selma Luggin     | Gardiens | Martina Fedel               |                                              | Arbitrage : Nikoleta Celarova et Tijana Haack Juges de lignes : Lisa Linnek Justine Todd |
| 4 min            | Pénalités | 4 min                       |                                              | Arbitrage : Nikoleta Celarova et Tijana Haack Juges de lignes : Lisa Linnek Justine Todd |
| 26               | Tirs | 27                          |                                              | Arbitrage : Nikoleta Celarova et Tijana Haack Juges de lignes : Lisa Linnek Justine Todd |

| Clt   | Équipe    | PJ | V | VP | D | DP | BP | BC | Diff | Pts |
| ----- | --------- | -- | - | -- | - | -- | -- | -- | ---- | --- |
| +001, | Danemark  | 3  | 2 | 0  | 0 | 1  | 7  | 3  | +4   | 7   |
| +002, | Autriche  | 3  | 2 | 0  | 1 | 0  | 9  | 2  | +7   | 6   |
| +003, | Allemagne | 3  | 1 | 1  | 1 | 0  | 7  | 6  | +1   | 5   |
| +004, | Italie    | 3  | 0 | 0  | 3 | 0  | 2  | 14 | -12  | 0   |

- Qualifié pour le tour de qualification

### Groupe E
Le groupe E a lieu du 11 au 14 novembre 2021 à Lulea en Suède.
| 11 novembre 2021 | France | 4-0 (1-0, 2-0, 1-0) | Corée du Sud | COOP Norrbotten Arena 112 spectateurs |

| Feuille de match | Feuille de match | Feuille de match | Feuille de match | Feuille de match                                                                              |
| ---------------- | --- | ---------------- | ---------------- | --------------------------------------------------------------------------------------------- |
|                  | Duvin (Rozier, Aurard) — 12 min 33 s Rozier — 30 min 17 s Mesplède — 33 min 37 s Rozier (Escudero) — 56 min 58 s (SN) | 1-0 2-0 3-0 4-0  | - - -            | Arbitrage : Daria Abrosimova et Maria Furberg Juges de lignes : Anna Hammar Veronica Lovensnö |
| Caroline Baldin  | Gardiens | Jang In-hye      |                  | Arbitrage : Daria Abrosimova et Maria Furberg Juges de lignes : Anna Hammar Veronica Lovensnö |
| 10 min           | Pénalités | 8 min            |                  | Arbitrage : Daria Abrosimova et Maria Furberg Juges de lignes : Anna Hammar Veronica Lovensnö |
| 36               | Tirs | 10               |                  | Arbitrage : Daria Abrosimova et Maria Furberg Juges de lignes : Anna Hammar Veronica Lovensnö |

| 11 novembre 2021 | Slovaquie | 0-3 (0-1, 0-0, 0-2) | Suède | COOP Norrbotten Arena 1 011 spectateurs |

| Feuille de match | Feuille de match | Feuille de match | Feuille de match                                                                                        | Feuille de match                                                                     |
| ---------------- | ---------------- | ---------------- | --- | ------------------------------------------------------------------------------------ |
|                  | - - -            | 0-1 0-2 0-3      | Nordin (Olsson, Bouveng) — 19 min 42 s Wikner (Löwenhielm, Persson) — 40 min 43 s Bouveng — 48 min 26 s | Arbitrage : Kelly Cooke et Agnese Kārkliņa Juges de lignes : Kendall Hanley Wang Hui |
| Nikola Zimková   | Gardiens         | Sara Grahn       | | Arbitrage : Kelly Cooke et Agnese Kārkliņa Juges de lignes : Kendall Hanley Wang Hui |
| 4 min            | Pénalités        | 8 min            | | Arbitrage : Kelly Cooke et Agnese Kārkliņa Juges de lignes : Kendall Hanley Wang Hui |
| 15               | Tirs             | 29               | | Arbitrage : Kelly Cooke et Agnese Kārkliņa Juges de lignes : Kendall Hanley Wang Hui |

| 13 novembre 2021 | France | 3-1 (1-0, 1-0, 1-1) | Slovaquie | COOP Norrbotten Arena 157 spectateurs |

| Feuille de match | Feuille de match                                                                   | Feuille de match | Feuille de match           | Feuille de match                                                                                |
| ---------------- | ---------------------------------------------------------------------------------- | ---------------- | -------------------------- | ----------------------------------------------------------------------------------------------- |
|                  | Duvin (Rozier) — 1 min 22 s Gendarme (Aurard) — 22 min 3 s - Baudrit — 50 min 18 s | 1-0 2-0 2-1 3-1  | - - Čupková — 54 min 5 s - | Arbitrage : Daria Abrosimova et Anniina Nurmi Juges de lignes : Magdaléna Čerhitová Anna Hammar |
| Caroline Baldin  | Gardiens                                                                           | Nikola Zimková   |                            | Arbitrage : Daria Abrosimova et Anniina Nurmi Juges de lignes : Magdaléna Čerhitová Anna Hammar |
| 6 min            | Pénalités                                                                          | 8 min            |                            | Arbitrage : Daria Abrosimova et Anniina Nurmi Juges de lignes : Magdaléna Čerhitová Anna Hammar |
| 23               | Tirs                                                                               | 28               |                            | Arbitrage : Daria Abrosimova et Anniina Nurmi Juges de lignes : Magdaléna Čerhitová Anna Hammar |

| 13 novembre 2021 | Suède | 15-0 (7-0, 4-0, 4-0) | Corée du Sud | COOP Norrbotten Arena |

| Feuille de match | Feuille de match | Feuille de match                                                  | Feuille de match | Feuille de match                                                                                 |
| ---------------- | ---------------- | ----------------------------------------------------------------- | ---------------- | ------------------------------------------------------------------------------------------------ |
|                  |                  | 1–0 2–0 3–0 4–0 5–0 6–0 7–0 8–0 9–0 10–0 11–0 12–0 13–0 14–0 15–0 | - -              | Arbitrage : Maria Furberg et Agnese Kārkliņa Juges de lignes : Jenni Heikkinen Veronica Lovensnö |
| Emma Söderberg   | Gardiens         | Jang In-hye Yejin Ye-jin                                          |                  | Arbitrage : Maria Furberg et Agnese Kārkliņa Juges de lignes : Jenni Heikkinen Veronica Lovensnö |
| 6 min            | Pénalités        | 4 min                                                             |                  | Arbitrage : Maria Furberg et Agnese Kārkliņa Juges de lignes : Jenni Heikkinen Veronica Lovensnö |
| 47               | Tirs             | 5                                                                 |                  | Arbitrage : Maria Furberg et Agnese Kārkliņa Juges de lignes : Jenni Heikkinen Veronica Lovensnö |

| 14 novembre 2021 | Corée du Sud | 1-7 (1-4, 0-2, 0-1) | Slovaquie | COOP Norrbotten Arena 52 spectateurs |

| Feuille de match | Feuille de match              | Feuille de match                | Feuille de match | Feuille de match                                                                               |
| ---------------- | ----------------------------- | ------------------------------- | --- | ---------------------------------------------------------------------------------------------- |
|                  | - - Choi J. — 17 min 19 s - - | 0-1 0-2 0-3 0-4 1-4 1-5 1-6 1-7 | Korenková — 3 min 22 s Čupková (Bednárik, Hlinková) — 5 min 8 s Čupková (Šuliková, Kubeková) — 10 min 55 s Ištocyová (Šuliková, Korenková) — 13 min 17 s - Kúbeková — 23 min 46 s Matejková (Košecká, Maskaľová) — 35 min 53 s Ištocyová (Kúbeková) — 53 min 38 s | Arbitrage : Daria Abrosimova et Agnese Kārkliņa Juges de lignes : Magdaléna Čerhitová Wang Hui |
| Jang In-hye      | Gardiens                      | Laura Medviďová                 | | Arbitrage : Daria Abrosimova et Agnese Kārkliņa Juges de lignes : Magdaléna Čerhitová Wang Hui |
| 12 min           | Pénalités                     | 36 min                          | | Arbitrage : Daria Abrosimova et Agnese Kārkliņa Juges de lignes : Magdaléna Čerhitová Wang Hui |
| 6                | Tirs                          | 4                               | | Arbitrage : Daria Abrosimova et Agnese Kārkliņa Juges de lignes : Magdaléna Čerhitová Wang Hui |

| 14 novembre 2021 | Suède | 3-2 (1-0, 1-1, 1-1) | France | COOP Norrbotten Arena 1 149 spectateurs |

| Feuille de match | Feuille de match | Feuille de match    | Feuille de match                                                              | Feuille de match                                                                          |
| ---------------- | --- | ------------------- | ----------------------------------------------------------------------------- | ----------------------------------------------------------------------------------------- |
|                  | Löwenhielm (Wikner Zienkiewicz, Persson) — 12 min 30 s Hjalmarsson (Carlsson) — 23 min 28 s - Ljungblom (Adolfsson, Lin. Johansson) — 41 min 58 s - | 1-0 2-0 2-1 3-1 3-2 | - - Rozier (Parment) — 27 min 17 s - Villiot (Escudero, Rozier) — 55 min 43 s | Arbitrage : Kelly Cooke et Anniina Nurmi Juges de lignes : Kendall Hanley Jenni Heikkinen |
| Sara Grahn       | Gardiens | Caroline Baldin     |                                                                               | Arbitrage : Kelly Cooke et Anniina Nurmi Juges de lignes : Kendall Hanley Jenni Heikkinen |
| 2 min            | Pénalités | 13 min              |                                                                               | Arbitrage : Kelly Cooke et Anniina Nurmi Juges de lignes : Kendall Hanley Jenni Heikkinen |
| 40               | Tirs | 17                  |                                                                               | Arbitrage : Kelly Cooke et Anniina Nurmi Juges de lignes : Kendall Hanley Jenni Heikkinen |

| Clt   | Équipe       | PJ | V | VP | D | DP | BP | BC | Diff | Pts |
| ----- | ------------ | -- | - | -- | - | -- | -- | -- | ---- | --- |
| +001, | Suède        | 3  | 3 | 0  | 0 | 0  | 21 | 2  | +19  | 9   |
| +002, | France       | 3  | 2 | 0  | 1 | 0  | 9  | 4  | +5   | 6   |
| +003, | Slovaquie    | 3  | 1 | 0  | 2 | 0  | 8  | 7  | +1   | 3   |
| +004, | Corée du Sud | 3  | 0 | 0  | 3 | 0  | 1  | 26 | -25  | 0   |

- Qualifié pour le tour de qualification

### Feuilles de match

#### Deuxième tour de pré-qualification
1. ↑  (en) « SVK - KAZ : 3-0 », sur www.iihf.com, 7 octobre 2021 (consulté le 7 octobre 2021)
2. ↑  (en) « GBR - ISL : 5-0 », sur www.iihf.com, 7 octobre 2021 (consulté le 7 octobre 2021)
3. ↑  (en) « KOR - ISL : 10-0 », sur www.iihf.com, 8 octobre 2021 (consulté le 8 octobre 2021)
4. ↑  (en) « GBR - SLO : 1-2 », sur www.iihf.com, 8 octobre 2021 (consulté le 8 octobre 2021)
5. ↑  (en) « ISL - SLO : 2-6 », sur www.iihf.com, 10 octobre 2021 (consulté le 11 octobre 2021)
6. ↑  (en) « KOR - GBR : 0-1 », sur www.iihf.com, 10 octobre 2021 (consulté le 11 octobre 2021)
7. ↑  (en) « KAZ - TPE : 7-1 », sur www.iihf.com, 7 octobre 2021 (consulté le 7 octobre 2021)
8. ↑  (en) « ESP - ITA : 1-4 », sur www.iihf.com, 7 octobre 2021 (consulté le 7 octobre 2021)
9. ↑  (en) « KAZ - ESP : 2-3 », sur www.iihf.com, 9 octobre 2021 (consulté le 9 octobre 2021)
10. ↑  (en) « ITA - TPE : 7-0 », sur www.iihf.com, 9 octobre 2021 (consulté le 10 octobre 2021)
11. ↑  (en) « TPE - ESP : 0-4 », sur www.iihf.com, 10 octobre 2021 (consulté le 11 octobre 2021)
12. ↑  (en) « ITA - KAZ : 2-1 », sur www.iihf.com, 10 octobre 2021 (consulté le 11 octobre 2021)
13. ↑  (en) « POL - TUR : 12-0 », sur www.iihf.com, 7 octobre 2021 (consulté le 7 octobre 2021)
14. ↑  (en) « NED - MEX : 7-1 », sur www.iihf.com, 7 octobre 2021 (consulté le 7 octobre 2021)
15. ↑  (en) « TUR - NED : 0-23 », sur www.iihf.com, 8 octobre 2021 (consulté le 9 octobre 2021)
16. ↑  (en) « POL - MEX : 8-1 », sur www.iihf.com, 8 octobre 2021 (consulté le 9 octobre 2021)
17. ↑  (en) « NED - POL : 2-3 », sur www.iihf.com, 10 octobre 2021 (consulté le 11 octobre 2021)
18. ↑  (en) « MEX - TUR : 6-1 », sur www.iihf.com, 10 octobre 2021 (consulté le 11 octobre 2021)

#### Tour de qualification
1. ↑  (en) « POL - HUN : 11-1 », sur www.iihf.com, 11 novembre 2021 (consulté le 14 novembre 2021)
2. ↑  (en) « CZE - NOR : 3-1 », sur www.iihf.com, 11 novembre 2021 (consulté le 14 novembre 2021)
3. ↑  (en) « POL - CZE : 0 - 16 », sur www.iihf.com, 11 novembre 2021 (consulté le 14 novembre 2021)
4. ↑  (en) « HUN - NOR : 5 - 3 », sur www.iihf.com, 11 novembre 2021 (consulté le 14 novembre 2021)
5. ↑  (en) « CZE - HUN : 5 - 1 », sur www.iihf.com, 11 novembre 2021 (consulté le 14 novembre 2021)
6. ↑  (en) « NOR - POL : 7 - 1 », sur www.iihf.com, 14 novembre 2021 (consulté le 17 novembre 2021)
7. ↑  (en) « GER - AUT : 0-3 », sur www.iihf.com, 11 novembre 2021 (consulté le 14 novembre 2021)
8. ↑  (en) « DEN - ITA : 4-0 », sur www.iihf.com, 11 novembre 2021 (consulté le 14 novembre 2021)
9. ↑  (en) « ITA - GER : 1-4 », sur www.iihf.com, 11 novembre 2021 (consulté le 14 novembre 2021)
10. ↑  (en) « DEN - AUT : 1-0 », sur www.iihf.com, 11 novembre 2021 (consulté le 14 novembre 2021)
11. ↑  (en) « GER - DEN : 3-2 », sur www.iihf.com, 11 novembre 2021 (consulté le 14 novembre 2021)
12. ↑  (en) « AUT - ITA : 6-1 », sur www.iihf.com, 11 novembre 2021 (consulté le 14 novembre 2021)
13. ↑  (en) « FRA - KOR : 4-0 », sur www.iihf.com, 11 novembre 2021 (consulté le 14 novembre 2021)
14. ↑  (en) « SVK - SWE : 0-3 », sur www.iihf.com, 11 novembre 2021 (consulté le 14 novembre 2021)
15. ↑  (en) « FRA - SVK : 3-1 », sur www.iihf.com, 11 novembre 2021 (consulté le 14 novembre 2021)
16. ↑  (en) « SWE - KOR : 15 - 0 », sur www.iihf.com, 11 novembre 2021 (consulté le 14 novembre 2021)
17. ↑  (en) « KOR - SVK : 1-7 », sur www.iihf.com, 11 novembre 2021 (consulté le 14 novembre 2021)
18. ↑  (en) « SWE - FRA : 3-2 », sur www.iihf.com, 14 novembre 2021 (consulté le 14 novembre 2021)